# よ!大将みっけ
『よ!大将みっけ』（よ!たいしょうみっけ）は、1994年10月17日から1995年3月13日までフジテレビ系列局で放送されたフジテレビ製作のバラエティ番組。放送時間は毎週月曜 19:00 - 19:54 (JST) 。ただし、ローカルセールス枠の番組だったため、富山テレビ、福井テレビのように本番組を同時ネットで放送された局があった一方、石川テレビのように本番組を放送しなかった系列局もある。

## 概要
萩本欽一（＝大将）司会を務めた番組で、構成も萩本自身が「秋房子」の名で手掛けていた。CM曲にはYMOの『シムーン』が使用された。
初回はSMAP・香取慎吾の「宣誓」から番組がスタート。萩本は「反応が新鮮で早い!」「年が若いのに、突っ込みを入れながら大人に対して失礼にならないように気を遣うこともちゃんと知っている」など　香取のバラエティ能力にびっくりしたとその後のインタビューなどでよく語っており、番組では最も話題を振られる中心的な存在となっていた。
番組内容は、毎回テーマを挙げ、例えば「子供」というテーマならどんな子供に会ってみたいかを出演者やゲストが語り合う。そして、我こそはその条件に当てはまる、もしくは条件に合う人を知っているという視聴者が番組に投稿し、スタッフが取材。その取材ビデオを見て、また出演者がコメントする、というものであった。番組内でのアドリブから、出演・推薦した視聴者にはイセエビまたは松阪牛が贈られていた。
萩本の冠番組からは風見慎吾など毎回スターが出ることが多く、今回はコンビを組み立てのTake2が、欽ちゃんファミリーから新人枠で出演していたがあまり喋らずに笑っていることが多く、この時はブレイクしなかった。東貴博は1998年に出したエッセイ『Take2のスウィッチョン!』の中で番組が短命に終わったのは自分たちのせいだと振り返っている。
以上の通り番組は短命に終わったが、本番組のレギュラーを務めていた香取は「自分も欽ちゃんファミリーの一員です」と自負し、萩本もそれを受け入れている。これを機に萩本と香取は度々共演するようになり、日本テレビ系列『欽ちゃんの仮装大賞』の名コンビとして定着している。

## 出演者
- 萩本欽一
- 香取慎吾（SMAP）
- ラサール石井
- 涼風真世
- 関根勤
- Take2（深沢邦之・東貴博）
- 小堺一機 ※ゲスト

## エンディングテーマ
「あの日から」
作詞：秋元康、作曲・歌：南こうせつ

## スタッフ
- 構成：秋房子（萩本欽一）、大岩賞介、詩村博史、鈴木しゅんじ、永井準、鶴間政行、益子強、高橋秀樹、海老原靖芳、関根清貴、中村健太郎
- 音楽：門司肇
- 監修：常田久仁子
- プロデューサー：三宅恵介
- アシスタントプロデューサー：山縣慎司
- ディレクター：三宅恵介、大平司、平林長務、豊島浩行
- 制作著作：フジテレビ